# Shahrestān-e Jīroft
Shahrestān-e Jīroft (persiska: شهرستان جيرفت, جيرفت) är en delprovins (shahrestan) i Iran.   Den ligger i provinsen Kerman, i den sydöstra delen av landet, 1 000 km sydost om huvudstaden Teheran. Administrativt centrum är staden Jiroft.
Delprovinsen hade 308 858 invånare 2016.